# 제45회 카를로비바리 국제 영화제
제45회 카를로비바리 국제 영화제는 2010년 7월 2일에 열린 시상식이다.

## 수상 및 후보

### 대상(장편)
- 모기장 - 아구스티 빌라 수상

### 심사위원특별상(장편)
- 쿠키(영어판) - 얀 스베락 수상

### 감독상(장편)
- 저스트 비트윈 어스 - 라즈코 그릭 수상

### 여우주연상(장편)
- 스윗 이블 - 아나이스 드무스티에 수상

### 남우주연상(장편)
- 마더 테레사 오브 캣츠 - 마테우쉬 코스퀴키위츠 수상

### 관객상
- 어나더 스카이 - 드미트리 마물리아 수상

### 영화제 위원장상
- Nikita Michalkov 수상

### 공식부문-경쟁
- 지옥에서의 세 계절 - 토마스 마신
- 남매(영어판) - 다니엘 부르만
- 디아고 - 장츠
- 히틀러 헐리우드 - 프레더릭 소이처
- 모닝 포 안나 - 캐서린 마틴
- 데어 아 씽 유 돈 노우 - 파르딘 사헤브 자마니

### 프록시마 경쟁
- 블랙 필드 - 바르디스 마리나키스
- 세잔느 어페어 - 세르지오 루비니
- 컴파니 멘 - 존 웰스
- 크레이지 하트 - 스콧 쿠퍼
- 하트브레이커 - 파스칼 쇼메유

### 오픈아이즈부문
- 9:06 - 이고르 스터크
- The Abandoned - Adis Bakrac
- 알바니아인 - 요하네스 나베르
- 오로라 - 크리스티 푸이유
- The Dolls - Chingiz Rasulzade
- Don't Look into the Mirror - Suren Babayan
- 몽상가들 - 지트카 루돌포바
- 삶, 그것은 - 유수프 라지코프
- 템테이션 오브 세인트 토니 - 베이코 오운푸
- 우먼 위드 어 브로큰 노즈 - 스디안 콜제비크

### 특별상영
- 위선의 태양 2 - 니키타 미할코프
- 증명서 - 압바스 키아로스타미
- 러브, 이매진드 - 자비에 돌란
- 마이 조이 - 세르히 로즈니차
- 10월 - 다니엘 베가 외 1명
- 시 - 이창동
- 신과 인간 - 자비에 보브와
- 네 번 - 미켈란젤로 프라마르티노
- 절규하는 남자 - 마하마트 살레 하룬
- 사운드 오브 노이즈 - 올라 시몬손 외 1명
- 안젤리카의 이상한 사건 - 마뇰 드 올리베이라

### 다큐멘터리 경쟁부문
- Bang - Pat Marcel
- 서킷 - 자비에 리베라
- 칸설레이션 - 에디트 쉐래츠키
- E.N.V.I.E - 조세핀 플라슈어
- 포 라이온스 - 크리스토퍼 모리스
- 체리 - 퀸 샌더스
- 야 - 이고르 볼로신
- 누움미오크 - 토벤 베크 외 1명
- 오리온 - 앨리 자마니 에스마티
- 픽코 - 필립 코치
- Suspicions - 패트릭 디머스
- Twosome - Jaroslav Fuit

### 수평선부문
- 아버 - 클라이오 바나드
- Armadillo - Janus Metz
- 파밀리아 - 알베르토 허스코비츠 외 1명
- 카트카 - 헬레나 트레슈티코바
- 리틀 브라이드 - 레슬로 도브럭키
- 러브 러스트 앤 라이즈 - 질리언 암스트롱
- 마웬콜 - 제프 맘베르크
- 늑대의 입 - 피에트로 마르첼로
- Mum - Adelheid Roosen
- 더 플레이어(네덜란드어판) - 존 아플
- Poet of the Elephant House - Anna Juhlin
- rise - Visra Vichit-Vadakan
- 더 리버 - 리만타스 그루디스
- 티나르 - 마디 모니리

### 독립영화 포럼부문- 알란 루돌프 헌정
- 나쁜 가족 - 알렉시 살멘페레
- 더 카메라머더러 - 로베르토 아드리안 뻬오
- 캐터필러 - 와카마츠 코지
- 더블 아워 - 쥬세페 카포톤디
- 발 - 세미 카플라노글루
- 허니문 - 고란 파스칼레비치
- 이번 여름은 어떻게 끝났다 - 알렉세이 포포그레브스키
- 하울 - 롭 엡스타인
- 클로이 - 아톰 에고이안
- 일루저니스트 - 실뱅 쇼메
- 킬러 인사이드 미 - 마이클 윈터바텀
- 레바논 - 사무엘 마오즈 외 1명
- 라이프 류링 워타임 - 토드 솔론즈
- 루르드 - 예시카 하우스너
- 오게 될 남자 - 지오르지오 디리티
- 기로에서 - 야스밀라 즈바니치
- 온딘 - 닐 조던
- 래셔널 솔루션 - 요르겐 베르그마르크
- 시리어스 맨 - 에단 코엔 외 1명
- 싱글 맨 - 톰 포드
- 서브마리노 - 토마스 빈터베르그
- 백인의 것 - 클레어 드니
- La Mujer Sin Piano - 하비에르 레볼로
- 남자 없는 여자 - 쉬린 네샷

### 비평가 추천부문
- Catenaccio a la Drnovice or Journey to the Beginning of the Time of Economic Transformation - Radim Prochazka
- Cinematherapy - Ivan Vojnar
- 체코에 평화를 - 필립 레문다 외 1명
- 아이 오버 프라하 - 올가 스파토바
- Heaven, Hell - David calek

### Inventura FF 부문
- 더 비 올 앤 엔드 올 - 브루스 웹
- 프렌드쉽! - 마커스 골러
- 가보: 더 스파이 - 에드먼 로치
- 고슴도치 - 모나 아샤쉐
- 명예의 메달 - 칼린 페터 네쩌
- Men in Rut - 로베르트 세들라체크
- 미스 키키 - 호콘 리우
- 리버스 - 보리스 란코즈
- 스냅 - 카멜 윈터스
- 윌 유 메리 어스? - 미샤 레빈스키

### 퓨처 프레임: 제너레이션 넥스트 오브 유럽 영화
- Coping Strategies - Adam Koronka
- A Date - Inventura 외 1명
- The End of the World According to a Ram - Inventura 외 1명
- How Ales Met Harry Potter - Ales Koudela
- Johnny Rock - TV GLAD
- Loose Contact - Eike Swoboda
- 달에서 온 내 동생 - 프레데릭 필리베르
- Relationships - Inventura
- The Sad Doll - Inventura 외 1명
- A Story About a Boy, a Girl and Her Cat - Josef Fojt
- Terror Teddy - TV GLAD
- 사하란 샌즈 - 조세프 투카

### 프라하 단편영화제 부문
- 데드-엔드 드라이브 인 - 브라이언 트렌차드-스미스
- 롱 위크엔드 - 콜린 이글스톤
- 스카이 하이 - 브라이언 트렌차드-스미스 외 1명
- 헐리웃과 맞장뜨기: 호주 B무비의 세계 - 마크 하틀리
- 패트릭 - 리처드 프랭클린
- 레저백 - 러셀 멀케이
- 로드 게임 - 리처드 프랭클린

### 벨기에 영화 초점
- 투 버드 - 루나 루나슨
- 굿 어드바이스 - 안드레아스 티블린
- Roots - 에일린 호퍼
- 씨드 오브 더 폴 - 패트릭 엑런드

### 뮤지컬 오디세이
- A Perfect Match - Miel Van Hoogenbemt
- 빙산 - 도미니크 아벨 외 2명
- 길 잃은 사람들 - 캐롤라인 스트룹
- 개 같은 인생 - 펠릭스 반 그뢰닝엔
- 미스터 노바디 - 자코 반 도마엘
- 마이 퀸 카로 - 도로시 반 덴 베르그
- 죽을 고생 - 파브리스 뒤 벨즈
- Private Lessons - 조아생 라포스

### 다른시선부문
- 비트 오브 프리덤 - 레스젝 그노인스키 외 1명
- 이파네마를 넘어서 - 구토 바라
- 모크 업 온 무 - 크레이그 볼드윈
- ODDSAC - 대니 페레즈
- 라이드, 라이즈, 로어 - 힐만 커티스
- 스트레인즈 파워스 - 커시 픽스 외 1명
- The Media and the Other Ghosts - Media a jine prizraky

### 신작부문 - 유망작
- 바르드송스 - 샌더 프란켄
- 베나 - 니브 클레이너
- 더 빌딩 매니저 - 페리클리스 후르소글루
- 크랩 트랩 - 오스카 루이즈 나비아
- 페어웰 - 디테커 멘싱크
- 80 에구닌 - 혼 가라뇨 외 1명
- 아일랜드 인사이드 - 두니아 아야소 외 1명
- Dunia Ayaso - 아나이 베르네리
- 폭풍전야 - 조창호
- 오일 시티 컨피덴셜 - 줄리엔 템플
- 버스 따라잡기 - 니콜라이 스틴
- 파주 - 박찬옥
- R - 토비아스 린드홈 외 1명
- 레드 힐 - 패트릭 휴즈
- 런닝 어몽 더 클라우즈 - 아민 파라즈포어
- 스윗 리틀 라이즈 - 야자키 히토시
- 눈물 - 청 원탕
- 알라마르 - 페드로 곤잘레즈-루비오
- 터커 & 데일 Vs 이블 - 엘리 크레이그
- 우물 - 우메쉬 비나약 쿨카르니
- 후 쏘우 힘 - 클로디아 로라리우스

### 뮤지컬 오디세이
- 디퍼 댄 예스터데이 - 아리엘 클레이만
- 더비 - 폴 네고스쿠
- 인피니트 메모리 - 리린드 드 그라프
- A Tear Is Needed - Kristina Dufkova
- 타이드랜더스 - 막스 잘레

### 버라이어티지 선정 유럽 감독 10선
- 바빌론의 아들 - 모하메드 알 다라지
- 리플리 - 안소니 밍겔라

### 레바논 영화
- 파라다이스 온 어스 잇 이즈 투 씨 - 이레나 파블라스코바
- 여우들 - 미라 포르나요바
- 다락방은 살아있다 - 이지 바르타
- 카와사키의 장미 - 얀 흐르베이크
- 엔젤스 곤 - 줄리우스 세프치크
- 프로텍터(영어판) - 마렉 나이브르트
- Tomorrow There Will Be... - Jan Hrebejk
- Unknown Hour - Dan Svatek
- 위민 인 템프테이션 - 이리 베데렉